# Căpitănia Generală a Cubei
Căpitănia Generală a Cubei (în spaniolă Capitanía General de Cuba) a fost un district administrativ în cadrul Imperiului Spaniol, creat în 1607 ca parte a Spaniei Habsburgice în încercarea de a proteja mai bine Caraibele de puterele străine, proces care de asemenea a implicat crearea de căpitănii generale în Puerto Rico, Guatemala și Yucatán. Restructurarea Căpităniei Generală în 1764 a fost primul exemplu de reformă burbonică din America. Schimbările includeau adăugarea provincilor Florida și Louisiana și garantarea unei autonomii mai mari pentru aceste provincii.